# 基斯·高漢
基斯杜化·大衛·科恩（英語：Christopher David Cohen，1987年3月5日—）是一名英格蘭職業足球運動員，司職中場，現效力諾定咸森林。
2003年，科恩的足球生涯於韋斯咸開始，然而卻不甚理想。在2005年至2006年間，科恩被外借至伊奧維，雖然最終在2006年正式加盟該球會，不過在一個季度後便於2007年轉投諾定咸森林並效力至今。
生於諾里奇的科恩曾就讀於埃塞克斯郡格雷斯的威廉愛德華茲學校和體育學院。

## 生涯

### 韋斯咸
科恩出身自韋斯咸青訓系統，六歲加入父親帶領的本地業餘足球會格雷斯宇宙（Grays Cosmos），當時就被韋斯咸的球探發掘。科恩在球會的首名室友是麥克·盧保，他們的友誼一直維持至今。2003/04年賽季，科恩突破性地進入了韋斯咸一隊，2003年12月13日，當時16歲的科恩在主場對新特蘭的賽事中首次替補上陣，這使他打破了近80年來韋斯咸一隊最年輕出場球員的記錄，并保持至今。科恩在該季其餘六場賽事中均有上陣，翌季代表韋斯咸在聯賽和盃賽共上陣14場。

### 伊奧維
當韋斯咸於2005/06年賽季重返英超後，科恩的出場機會十分有限。科恩在代表韋斯咸於9月的聯賽盃出陣一場後，於11月以外借形式轉投英甲的伊奧維，為期一個月，其後外借期在次年1月的轉會窗期間延長到塞季結束。本賽季結束後，科恩總共代表伊奧維上陣31場，攻入1球。2006年6月28日，科恩與伊奧維簽訂了兩年合約。伊奧維在足總盃被魯斯頓鑽石淘汰之後，領隊羅素·斯來德嚴肅批評麾下球員，而科恩非但沒有受到批評，反而得到讚賞。2007年1月，伊奧維收到了諾定咸森林對科恩的出價，羅素·斯來德表示他將盡力把科恩留在伊奧維。2006/07年球季末，科恩贏得了伊奧維兩個年度獎項。科恩共代表伊奧維在聯賽和盃賽上陣81場，攻入8球。

### 諾定咸森林
2007年7月6日，科恩與隊友艾朗·戴維斯以總共120萬英鎊的身價加盟諾定咸森林，並簽下四年合約。科恩因傷錯過了2007/08年賽季的初期，傷癒後便在對陣維爾港的賽事中上陣，他表現非常出色，並在開角球時迫使對手「自擺烏龍」，賽後受到領隊科林·考爾德伍德的讚揚。科恩的出色表現協助球隊實現了連續八場不敗的紀錄，其中包括3-0擊敗車頓咸，球隊也於2008年聖誕節升到聯賽第二位。在對陣哈德斯菲爾德的比賽中，科恩在替補僅3分鐘後，便射入關鍵球扳平，取得加盟球隊以來首個入球，諾定咸森林最終以2-1的比分驚險地反敗為勝。科恩在加盟諾定咸森林的首個賽季中，除因季前熱身賽受傷而缺席前5場比賽外，在其後所有比賽中出場，但僅攻入兩球。然而，由於科恩出色的表現幫助諾定咸森林贏得聯賽亞軍及自動升班英冠席位的關係，他在城市足球場贏得了良好的聲譽。
2008/09年球季，科恩始終如一的表現給人留下了深刻的印象，諾定咸森林於城市球場與查爾頓戰和0-0後，曾在韋斯咸執教的查爾頓領隊阿倫·柏德魯於賽後亦讚揚其表現為場上最佳球員。
2009年5月22日，仍有兩年合約的科恩與諾定咸森林簽署一份新的四年合約。2011年9月11日，時任諾定咸森林領隊史提夫·麥卡倫向傳媒透露，科恩於四天前受傷證實為膝蓋韌帶拉傷要養傷一年。
2012年10月8日，25歲科恩與諾定咸森林簽署一份新的三年半合約。2013年11月25日，諾定咸森林宣佈早兩天前比賽受傷的科恩經診症後證實十字韌帶受傷，要提早結束賽季。2014年7月11日，時任諾定咸森林領隊斯图尔特·皮尔斯宣佈科恩為球會隊長。
2014年9月17日，諾定咸森林證實科恩再一次十字韌帶受傷，要再次長期養傷。

## 個人
高漢最喜愛的足球員是史提芬·謝拉特，他曾說若可以邀請四個人到他的晚餐派對，他會邀請謝拉特。足球之外，高漢亦喜歡打高爾夫球，並曾說過若自己不當一名職業足球員的話，便會去當職業高爾夫球手，他的夢想正是跟高爾夫球名將老虎·活士一起打高爾夫球。

## 榮譽
諾定咸森林
- 英甲聯賽亞軍：2007/08年；

## 外部連結
- （英文）足球数据库：Chris Cohen的球员统计数据
- （英文）Chris Cohen player profile at Nottingham Forest website